# Успенский вражек
Успе́нский вра́жек (Успе́ньев враг) — ручей в Тверском районе Центрального административного округа Москвы, правый приток Неглинной. Речное русло на всём протяжении заключено в подземный коллектор. Гидроним ручья происходит от Успенского оврага, который был назван по Успенской церкви.
Длина реки составляет 0,8 км. Исток расположен к юго-западу от пересечения улицы Большой Дмитровки и Георгиевского переулка. Водоток проходит на юго-запад, пересекает Тверскую и Моховую улицы. Устье расположено у выставочного зала «Манеж».
Вероятно, овраг, по которому протекала река, начинался у Большого Гнездниковского переулка, проходил вдоль Шведского тупика и Елисеевского переулка. Далее пересекал Брюсов и Газетный переулки, шёл вдоль Большой Никитской улицы и заканчивался у Манежа.